# Ida Pollock
Pour les articles homonymes, voir Pollock.
Ida Pollock, née Ida Crowe le 12 avril 1908 à Lewisham en Londres (Angleterre), et morte à Lanreath (comté des Cornouailles), le 3 décembre 2013 à l'âge de 105 ans, est une romancière britannique spécialisée dans les romans sentimentaux. Elle a signé certains de ses livres, en particulier des romans historiques, de son nom marital, Ida Pollock mais a aussi utilisé de nombreux pseudonymes : Joan M. Allen, Susan Barrie, Pamela Kent, Averil Ives, Anita Charles, Barbara Rowan, Jane Beaufort, Rose Burghley, Mary Whistler et Marguerite Bell. Peintre estimé, elle a participé à une exposition nationale de tableaux en 2004.

## Biographie
Ida Julia Crowe naît le 12 avril 1908 à Lewisham, au Royaume-Uni de père inconnu. La position de fille-mère, étant un objet de scandale, la sage-femme propose à sa mère de tuer le bébé. Quelques années plus tard, sa mère épouse Arthur Crowe, un veuf qui consent à reconnaître l'enfant à l'état civil.
Elle a été la troisième femme de Hugh Alexander Pollock (en) (1888-1971), divorcé d'avec Enid Blyton, qu'elle a épousé en 1943. Leur fille, Rosemary Pollock (en), née l'année suivante, auteur de neuf romances entre 1969 et 1981, a aussi accompagné sa mère dans ses nombreux projets.
En 1960, Ida Pollock participe à la fondation de the Romantic Novelists' Association (en) avec, entre autres, Denise Robins, Barbara Cartland, Vivian Stuart, Elizabeth Goudge, Rosamunde Pilcher. En novembre 2009, alors qu'elle a 102 ans, paraît son autobiographie, Startlight, où elle raconte ses débuts d'écrivain, son mariage et les relations de son mari avec son ex-épouse, Enid Blyton.
Auteur prolifique, elle a publié 123 ouvrages (romans et nouvelles), la plupart édités par Mills & Boon (en), sans compter deux romances Régence restant non publiées à sa mort.

### Susan Barrie

#### Œuvres
- Ardente Aurore
- Le maître de Ketterings

### Pamela Kent

#### Œuvres
- Comme un ouragan de feu
- La lionne du Mont Taurus
- Une grotte près de la plage
- La chance de William
- Le rocher des adieux
- Le magicien du Nil
- Au cœur de l'oasis
- Vers les portes du désert

### Averil Ives

#### Œuvres
- Un séducteur
- Comme au premier jour
- Une infirmière nommée Scarlett

### Barbara Rowan

#### Œuvres
- Un amour éternel

### Rose Burghley

#### Œuvres
- Et si c'était l'amour?

### Marguerite Bell

#### Œuvres
- Le chevalier noir
- Duel